# Квадрупольный масс-анализатор
Квадрупольный масс-анализатор — один из основных видов масс-анализаторов масс-спектрометра. Масс-спектрометры с таким масс-анализатором называют квадрупольными, которые различают как одноквадрупольные (Q) и трехквадрупольные (QQQ).
Квадрупольный масс-анализатор служит для разделения ионов по их соотношению массы к заряду (m/z), которое в свою очередь определяется траекториями движения ионов, задаваемыми переменным электрическим полем.

## История появления
Учёные в течение долгого времени искали альтернативу магниту в качестве масс-анализатора. В 1953 Вольфгангом Паулем, впоследствии получившем Нобелевскую премию по физике в 1989 году, был описан первый прибор с квадрупольным анализатором. Создание квадрупольных масс-анализаторов стало революцией в масс-спектрометрии. Магнитные масс-анализаторы требуют использования высоких напряжений (тысячи вольт), а квадрупольные — нет, и это упрощает их конструкцию, меньшие размеры вакуумной части упрощают систему создания вакуума. Масс-спектрометры уменьшились в размерах, стали проще в эксплуатации и, что самое главное, намного дешевле, что открыло возможность использовать этот аналитический метод многим тысячам пользователей. К недостаткам квадруполей относятся низкое разрешение и низкий предел максимальной детектируемой массы (m/z~4000). Однако, современные масс-анализаторы позволяют проводить детектирование ионов с соотношением m/z~300.

## Принцип действия
Квадруполь представляет собой четыре параллельно и симметрично расположенных монополя (электроды круглого сечения). К электродам попарно в противоположной полярности подаётся определённая комбинация постоянного и высокочастотного напряжения (
{\displaystyle U_{0}=U+V\cos(\omega t)}, где {\displaystyle U}- напряжение постоянного тока, {\displaystyle V\cos(\omega t)} — радиочастотная компонента).

Под действием небольшого ускоряющего напряжения (10-20 В) ионы влетают параллельно осям стержней электродов. Под действием осцилирующего поля, задаваемым электродами, они начинают колебаться вдоль осей x и y. При этом амплитуда колебаний возрастает без изменения направления движения. Ионы, чьи амплитуды достигают высоких значений, нейтрализуются при столкновении с электродами. Фиксированную амплитуду приобретают только те ионы, чьи значения m/z будут отвечать определенному соотношению {\displaystyle U/V}. Последнее позволяет им свободно перемещаться в квадруполе и быть в конечном итоге детектируемыми. Таким образом, масс-спектр регистрируется путём взаимного изменения значений величин {\displaystyle U} и {\displaystyle V}.

## Тройной квадруполь

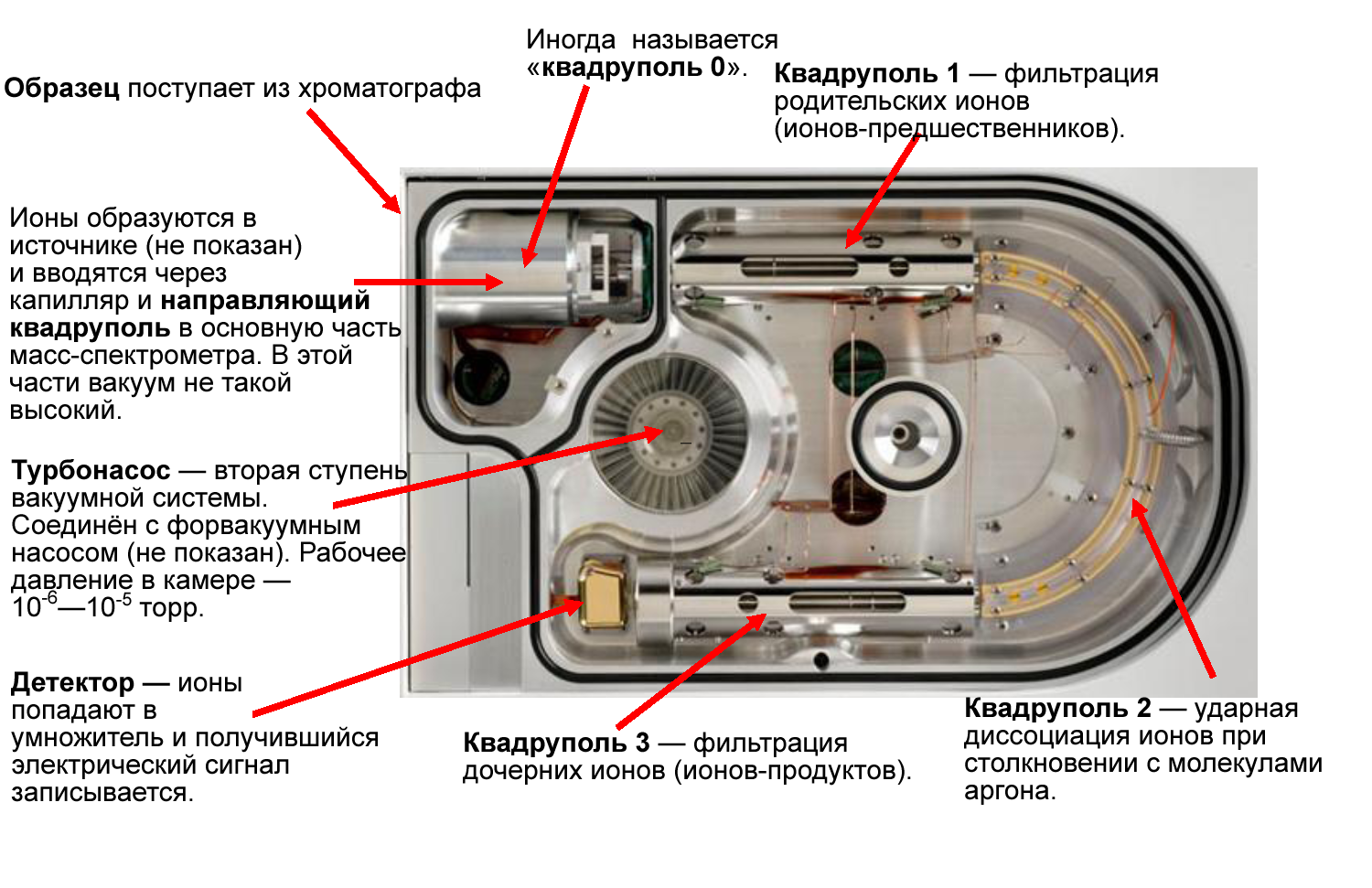
Принцип работы масс-спектрометра с тремя квадруполями

Тройной квадруполь работает по принципу тандемной масс-спектрометрии. Ионы формируются в источнике (APCI, ESI, vESI, источник пробы, как правило,— газовый или жидкостный хроматограф), затем поступают в вакуумную камеру и направляются в первый квадруполь, где отфильтровываются представляющие интерес ионы («родительские ионы», «ионы-предшественники», англ. parent ions или precursor ions). Второй квадруполь заполнен аргоном, при наложении радиочастотного поля (как резонансного для определённых молекул, так и нерезонансного) в нём может происходить ударная диссоциация родительских ионов, в результате получаются так называемые «дочерние ионы», или «ионы-продукты». Дочерние ионы затем поступают в третий квадруполь, где осуществляется их фильтрация, и попадают в детектор.

## Применение
Масс-спектрометры с квадрупольным масс-анализатором находят в сочетании с жидкостной и газовой хроматографией широкое применение в аналитических решениях проблем химии, биотехнологии, медицины, экологии и др.